# Луї Ріхард
Луї Ріхард (нім. Louis Richard, 25 вересня 1896 — ?) — швейцарський футболіст, що грав на позиції півзахисника. Відомий виступами за «Серветт», а також національну збірну Швейцарії.

## Клубна кар'єра
Грав у складі клубу «Серветт». В той час чемпіонат Швейцарії проводився за таким регламентом: команди були поділені на три групи за географічним принципом — Захід, Центр і Схід, а у фінальному турнірі грали лише переможці цих груп. «Серветт» був лідером Західного дивізіону (також його називали франкомовним) і дев'ять розіграшів поспіль в 1918—1926 роках вигравав його. До шести з них причетний Ріхард. 
В фінальному турнірі чемпіонату Швейцарії команда виступала з перемінним успіхом. В 1921 році «Серветт» став третім, бо поступився з рахунком 0:5 «Грассгопперу» і 1:3 «Янг Бойзу». В тому ж 1921 році «гранатові» отримали першого тренера, котрим став англієць Тедді Дакворт, що незмінно працюватиме з командою до 1929 року. В 1922 році клуб зумів виграти чемпіонський титул, обігравши у фінальному турнірі «Блю Старз» (1:0) і «Люцерн» (2:0). В 1923 році «Серветт» посів третє місце у фінальному турнірі, але той розіграш пізніше був оголошений нерозіграним, бо його переможець «Берн» використовував незаявленого гравця ще на груповому турнірі. В 1924 році клуб з Женеви з однаковим рахунком 0:1 поступився «Нордштерну» і «Цюриху».

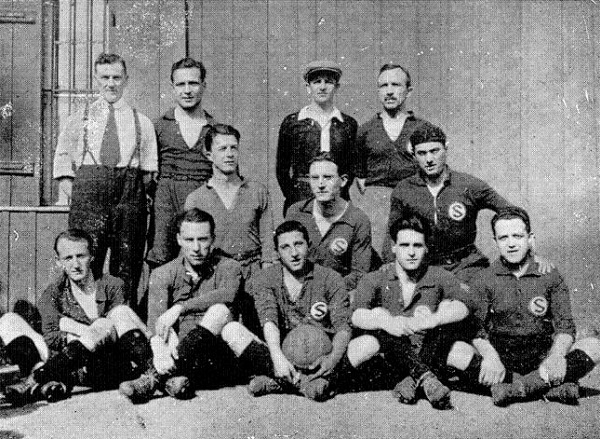
Чемпіонська команда «Серветта» 1922 року. Зліва направо. Верхній ряд: тренер Дакворт, Був'є, Деззібур, Фельман; середній ряд: Ріхард, Піхлер, Пер'є; нижній ряд: Жаннен, Паш, Менготті, Берр'єре, Бедуре.

Два наступні фінальні турніри чемпіонату Швейцарії «Серветт» виграв. У 1925 році команда зіграла в першому матчі 0:0 з «Янг Фелловз», а у вирішальній грі перемогла з рахунком 1:0 «Берн» завдяки голу Раймона Пасселло. В 1926 році «Серветт» переміг з рахунком 5:2 «Янг Бойз», а в другому матчі зіграв унічию 2:2 з «Грассгоппером». Обидві команди набрали однакову кількість очок, тому був призначений додатковий матч, незважаючи на перевагу команди з Женеви за різницею м'ячів. В переграванні «Грассгоппер» вів у рахунку в два голи після першого тайму, але наприкінці поєдинку «Серветт» зумів здобути вольову перемогу з рахунком 3:2 завдяки голу Пасселло (75 хв.) і двом голам Баї (80 і 84 хв.).
В 1927 році «Серветт» вперше з 1918 року не зумів виграти Західну лігу, поступившись одним очком «Білю». В наступному році клуб знову був другим у своїй лізі, суттєво поступившись за очками «Етуалю». Але того ж 1928 року «Серветту» вдалось вперше виграти Кубок Швейцарії. У фіналі команда перемогла «Грассгоппер» з рахунком 5:1.
В 1929 році «Серветт» став лише четвертим у Західній лізі. Цей сезон став останнім для Ріхарда в команді.

## Виступи за збірну
В складі національної збірної Швейцарії грав з 1922 по 1923 рік. Провів у її формі загалом 3 матчі. Був у заявці збірної на футбольний турнір на Олімпійських іграх 1924 року у Парижі, де його збірна завоювала срібні медалі. Ріхард і ще кілька гравців безпосередньо не їздили у Париж, хоча входили до розширеного списку заявлених гравців.

## Титули і досягнення
- Чемпіон Швейцарії (3):

«Серветт»: 1921-1922, 1924-1925, 1925-1926
- Володар Кубка Швейцарії (1):

«Серветт»: 1927-1928
- Срібний олімпійський призер: 1924[12]